# Manoir de Pen Castel
Le manoir de Pen Castel est une demeure noble située sur la commune du Croisic, dans le département français de la Loire-Atlantique.

## Présentation
Le bâtiment est situé sur la pointe du Fort, le long du littoral de la presqu'île du Croisic et marque la limite du Croisic avec Batz-sur-Mer, à l'extrémité de la plage Valentin.

## Historique
À l'origine, il s'agit d'une batterie côtière construite en 1747.
Cet ancien site militaire fortifié est désaffecté et racheté par la famille Janvier de La Motte qui intègre le corps de garde dans une propriété de villégiature en 1836 et le transforme en un altier manoir.
Acquise par Edmond Lorieux, elle est agrandie en 1876. Le prix Nobel de physique Henri Becquerel, gendre de Lorieux, y meurt en 1908 lors d'un séjour.